# Ferouk Khan

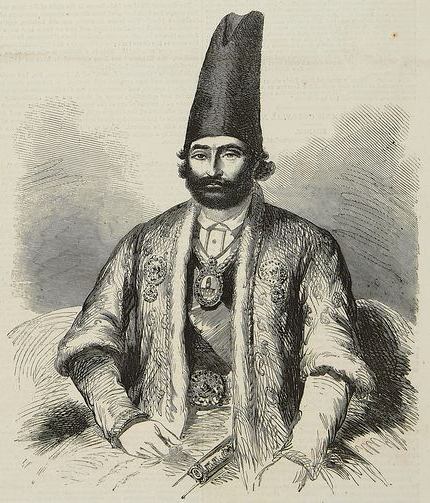
Farouk Khan (1857)

Farrokh Khan (también llamado Ferouk Khan, Feruk Khan y Ferukh Khan), también conocido por su título de Amin od-dowleh,[1] fue un oficial de alto rango persa, y vice-premier de la corte del sah Fath-Ali Shah Qajar. Fue también el embajador persa al emperador de Francia, Napoleón III, y de la reina Victoria del Reino Unido. La visita llevó el estallido de la Guerra anglo-persa (1856-1857) entre Persia y Gran Bretaña.

## Biografía
Nació en 1812, de una familia perteneciente del clan Ghaffari. Fue nieto de Ghazi Mo'ezz od-Din Mohammad Ghaffari, y primo de dos pintores llamados Abu'l-Hasan Mostafi y Abu'l-Hasan Sani od-Molk. Cuándo Farrokh era un chico joven fue enviado a la corte de Fath Alí Sah Qajar en Teherán. En 1833,  participó en el asedio de Herat, por parte de Muhammad Sah Kayar.[1] En 1836 Mohammad Shah envió Ferouk a Mazandarán para suprimir una rebelión, el logró hacerlo. Un año después,  suprima revueltas en Isfahán y Gilán. Más tarde, participó en un nuevo asedio en Herat en 1838. En 1850 Mirza Taqi Khan (más tarde conocido como Amir Kabir) nombró a Ferouk como el recaudador de impuestos de todas las provincias iraníes. Cuatro años después, Ferouk fue nombrado por Nasereddín Sah Kayar como su tesorero.
En mayo de 1856, se le dio el título de "Amin od-Molk".[1] En 1856, durante otro asedio iraní de Herat y una guerra con Gran Bretaña (Guerra anglo-persa), Farrokh fue enviado a la corte del Emperador francés Napoleón III en París para negociar con él. Además, también se le dio el objetivo de negociar con el gobernante del Imperio otomano y los diplomáticos británicos y franceses en Constantinopla para realizar un tratado de paz con Gran Bretaña.[1]
Ferouk fue acompañado por una comitiva de más de veinte personas, incluyendo concejales, traductores, secretarios y escritores. Regaló seis caballos al Emperador francés, a quién expresó su remordimiento sobre el conflicto entre Persia y Gran Bretaña. Las negociaciones condujeron al Tratado de París en marzo de 1857, los cuales pusieron punto final a la Guerra anglo-persa.
Después del tratado, Ferouk Khan regresó a Persia, donde fue nombrado primer ministro .[5] Farrokh también hizo que el sah enviara 42 estudiantes a Europa para recibir una educación superior, que contribuiría al progreso de Irán.[1] En abril de 1859, a Ferouk se le dio título de "Amin ol-Dowleh", y fue nombrado como el tutor del príncipe Mass'oud Mirza Zell-e Soltan. En mayo de 1866, fue nombrado gobernador de Fars en el sur de Irán incluyendo las provincias centrales del país.
Ferouk Khan falleció de un ataque cardíaco el 5 de mayo de 1871, y fue sepultado en Qom.[1] Sus hijos más conocidos eran Mohammad Ebrahim Ghaffari (1860-1918) y Mahdi Ghaffari (1865-1917).